# Carl Eduard Gesell
Carl Eduard Gesell (* 11. Mai 1845 in Potsdam, Königreich Preußen; † 8. April 1894 ebenda) war ein deutscher Orgelbauer.

## Leben
Carl Eduard Gesell wurde in der Potsdamer Orgelwerkstatt seines Vaters Carl Ludwig Gesell und bei Franz Wilhelm Sonreck in Köln ausgebildet. Anschließend war er Mitarbeiter von Friedrich Meyer in Herford. Nach dem Tod seines Vaters 1867 übernahm er dessen Potsdamer Firma. Er setzte die Tradition der Firma fort und baute vorwiegend einmanualige Orgeln für Kirchen der Mittelmark. Darüber hinaus gewann er Aufträge aus dem Ausland und exportierte Orgeln nach Buenos Aires und Konstantinopel, dem heutigen Istanbul. Daneben führte er eine Vielzahl von Orgel-Umbauten und Reparaturen durch. Carl Eduard Gesell blieb kinderlos. Nach seinem Tod 1894 übernahm sein Schüler Alexander Schuke die Firma und baute sie zu der renommierten Alexander Schuke Potsdam Orgelbau GmbH aus.

## Werk

### Mittelmark und Argentinien

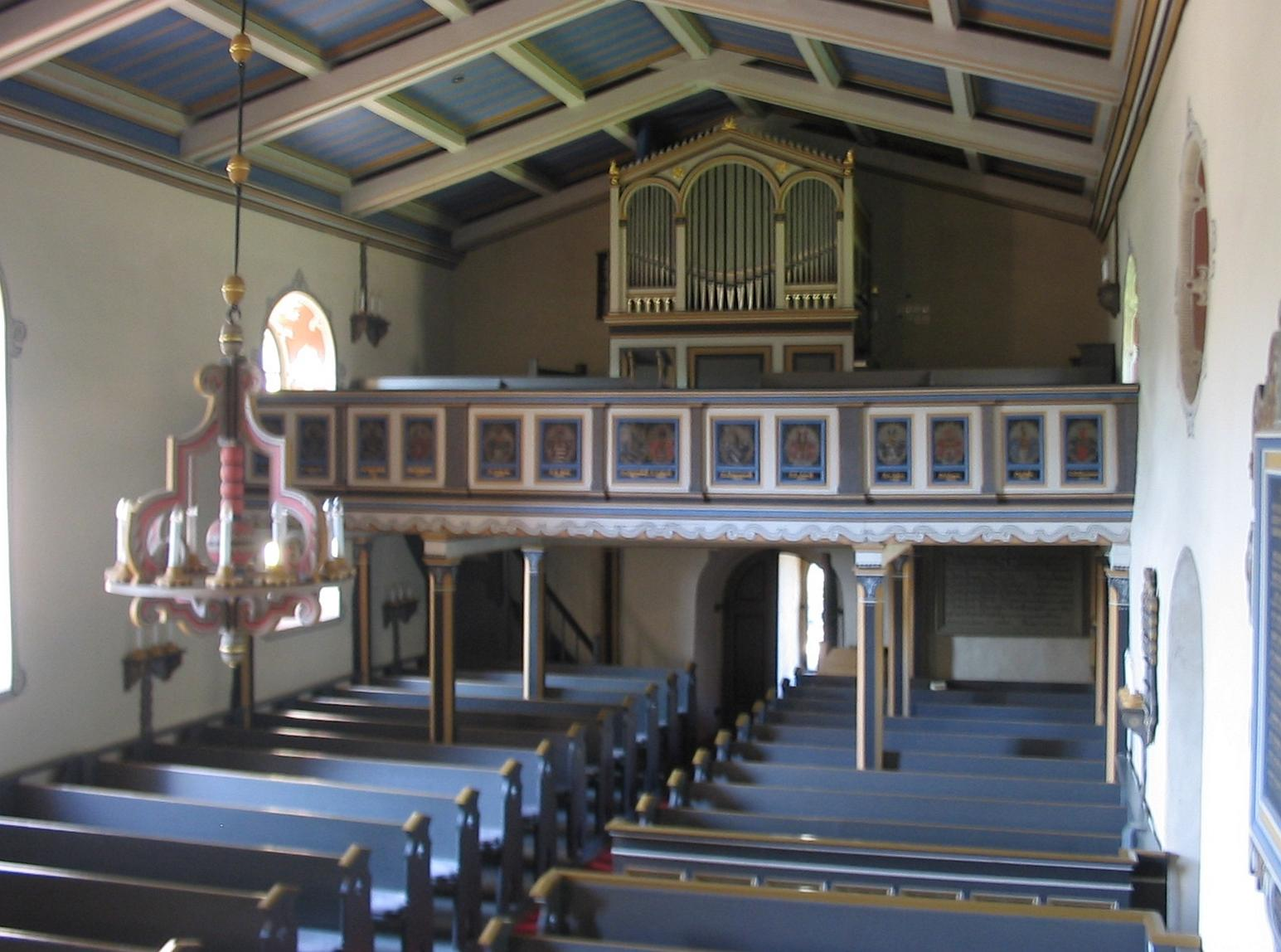
Gesell-Orgel von 1882 in der Dorfkirche Siethen

Zu Gesells umfangreichsten Neubauten gehörten die Orgeln für die Klosterkirche St. Pauli in Brandenburg an der Havel (1868) mit zwei Manualen, 27 Registern und Pedal, für die deutsche evangelische Kirche in Buenos Aires (1871) mit gleichfalls zwei Manualen, zwölf Registern und Pedal und für die Kirchen in Herzberg (1885) und Golm (1886) mit jeweils zwei Manualen, elf Registern und Pedal. Zu den von Carl Eduard Gesell mit neuen Instrumenten ausgestatteten Dorfkirchen zählen die Dorfkirche Satzkorn, die Dorfkirche Fresdorf, die Dorfkirche Siethen und die Dorfkirchen Grube, Dechtow (1875) und Alt Töplitz. 1867 erweiterte er die Orgel des Firmengründers Gottlieb Heise von 1847 in der Potsdamer Friedenskirche von 18 auf 25 Register. Einen weiteren Umbau nahm er 1882 an der Wagner-Orgel von 1731 in der Garnisonkirche vor. 1887 baute er die von ihm selbst 1874 gefertigte Orgel der neogotischen Backsteinkirche in Paaren im Glien um.

### Orgel der Istanbuler Kreuzkirche
Zum 120-jährigen Jubiläum der Gesell-Orgel in der Evangelischen Kreuzkirche Istanbul veröffentlichte die Gemeinde deutscher Sprache in der Türkei 2004 eine Festschrift. Die Orgel wurde 1883 von Carl Eduard Gesell erbaut und 1884 installiert und eingeweiht. Sie war mit zwei Manualen, einem Pedal und insgesamt zwölf Registern und zwei Koppeln ausgestattet. Der Jahresbericht der Gemeinde aus dem Jahr 1882/83 vermerkt unter anderem:

„Eine neue Anregung zu fleissigerem Besuch des Gotteshauses erhofft der Kirchenvorstand von der in Aussicht stehenden Hebung der gottesdienstlichen Feiern durch die binnen kurzem erwartete Orgel. Im Anfang nämlich dieses Jahres regte der hiesige Botschaftsrat Baron Thielmann, der sich an dem schönen Spiel des Organisten Lange auf dem bisher den gottesdienstlichen Gesang begleitenden Harmonium erbaute, in der Gemeinde den Gedanken an, für eine Orgel zu sammeln. Diese Sammlung ergab mit einigen Geschenken von auswärts 150 Lires turques gleich 1717 Mark. Die Gesamtkosten aber einer für die Verhältnisse der Kirche bei Gesell in Potsdam gebauten Orgel mit Transport, Aufstellung und dem notwendigen Umbau des Orgelchors belaufen sich auf 5000 Mark. Da der Kirchenvorstand nun nicht hoffen durfte, diese Summe aufzubringen, übernahm Baron Thielmann dem Vorstand und dem Orgelbauer gegenüber die Garantie für die Zahlung, verpflichtete aber den Vorstand dazu, durch ein nach erfolgter Aufstellung der Orgel zu veranstaltendes Kirchenkonzert die Kosten möglichst decken zu helfen. Auch hat der kaiserliche Botschafter, Herr von Radowitz, […] eine Beihilfe aus dem Dispositionsfonds Seiner Majestät des Königs von Preußen erbeten, darauf fussend, dass jüngst der Botschaftskapelle in Rom eine Beihilfe aus dem gleichen Fonds allergnädigst gewährt worden ist.“

1964/65 wurde die Orgel von Werner Bosch umgestaltet und in den 2000er-Jahren wandte sich die Gemeinde an die Erbauerwerkstatt Schuke, um sie überholen zu lassen. Bei Schuke war der Verbleib der Orgel bis zu diesem Zeitpunkt nicht bekannt; das Instrument war zwar im Werkverzeichnis eingetragen, allerdings mit dem Vermerk „Erhalt unbekannt“. 2003 stellte Matthias Schuke bei einem Besuch in Istanbul fest, dass von allen erhaltenen Gesell-Orgeln nur noch die Istanbuler ein original erhaltenes Register Prinzipal 8′ sowie die ursprünglichen Prospektpfeifen besitzt.

## Werkliste (Auswahl)
Kursivschreibung gibt an, dass die Orgel nicht oder nur noch das historische Gehäuse erhalten ist. In der fünften Spalte bezeichnet die römische Zahl die Anzahl der Manuale und ein großes „P“ ein selbstständiges Pedal. Die arabische Zahl gibt die Anzahl der klingenden Register an. Die letzte Spalte bietet Angaben zum Erhaltungszustand oder zu Besonderheiten.
| Jahr      | Ort                         | Gebäude                 | Bild | Manuale | Register | Bemerkungen                                                |
| --------- | --------------------------- | ----------------------- | ---- | ------- | -------- | ---------------------------------------------------------- |
| 1868      | Brandenburg an der Havel    | Klosterkirche St. Pauli |      | II/P    | 27       | 1945 zerstört                                              |
| 1871      | Buenos Aires                | deutsche ev. Kirche     |      | II/P    | 12       | erhalten                                                   |
| 1872–1873 | Satzkorn                    | Dorfkirche              |      | I/P     | 8        | teilweise erhalten; 2010 restauriert/rekonstruiert → Orgel |
| 1874      | Paaren im Glien             | Dorfkirche              |      | II/P    | 10       | erhalten                                                   |
| 1875      | Dechtow                     | Dorfkirche              |      | I/p     | 4        | erhalten                                                   |
| 1880      | Töplitz                     | Dorfkirche              |      | I/P     | 7        | erhalten, restauriert 2014 → Orgel                         |
| 1882      | Siethen                     | Dorfkirche              |      | I/P     | 6        | erhalten                                                   |
| 1882      | Seddin                      | Dorfkirche              |      | I/P     | 9        | erhalten, restauriert 1984 → Orgel                         |
| 1883      | Istanbul                    | deutsche ev. Kirche     |      | II/P    | 13       | erhalten                                                   |
| 1885      | Herzberg                    | Dorfkirche              |      | II/P    | 11       | erhalten                                                   |
| 1886      | Golm (Potsdam)              | Kaiser-Friedrich-Kirche |      | II/P    | 11       | erhalten                                                   |
| 1887      | Geltow                      | Dorfkirche              |      | II/P    | 10       | erhalten                                                   |
| 1887      | Betzin                      | Dorfkirche              |      |         |          | nicht erhalten                                             |
| 1888      | Schönow (Bernau bei Berlin) | Dorfkirche              |      | I/P     | 10       | erhalten                                                   |
| 1890      | Fresdorf                    | Dorfkirche              |      | I/P     | 9        | erhalten                                                   |
| 1890      | Grube (Potsdam)             | Dorfkirche              |      | I/P     | 6        | erhalten                                                   |
| 1892      | Seefeld                     | Dorfkirche              |      | II/P    | 10       | erhalten                                                   |